# Charles Garland
Charles Stedman "Chuck" Garland (Pittsburgh, 29 de outubro de 1898 - 28 de janeiro de 1971) foi um tenista estadunidense. 